# Botryotinia porri
Botryotinia porri är en svampart som först beskrevs av J.F.H. Beyma, och fick sitt nu gällande namn av Whetzel 1945. Botryotinia porri ingår i släktet Botryotinia och familjen Sclerotiniaceae.   Inga underarter finns listade i Catalogue of Life.